# Football Club Internazionale Milano 1981-1982
Questa voce raccoglie le informazioni riguardanti il Football Club Internazionale Milano nelle competizioni ufficiali della stagione 1981-1982.

## Stagione

Il capitano Graziano Bini stringe la Coppa Italia

Il duttile centrocampista Bagni e un rientrante Aldo Serena costituirono i nuovi volti della stagione 1981-82, partita dalla fase preliminare di Coppa Italia: la prima rete in nerazzurro di Bergomi salvò risultato e qualificazione nel derby milanese del 6 settembre 1981, costando l'eliminazione ai rivali.
Le meneghine si ritrovarono ancora opposte domenica 25 ottobre, con un gol di Oriali a decidere l'incontro: lo stesso mediano rimase vittima del duro intervento di Tassotti, subendo una ferita all'arcata sopraccigliare curata con punti di sutura.
Se in campionato l'Inter non riusciva a trovare il passo giusto per competere ai vertici – iscrivendo comunque agli annali un primato per i 12 calci di rigore vistasi accordare – ben più deludente fu la partecipazione all'Europa, con agevole passaggio del turno contro l'Adanaspor ma sconfitta nei supplementari a opera della Dinamo Bucarest.
L'inseguimento alla zona Uefa, divenuto in pratica un ripiego dalle ambizioni della vigilia, trovò importante aiuto nella stracittadina vinta il 7 marzo 1982: incidendo così direttamente sulla retrocessione del Milan, gli uomini di Eugenio Bersellini portarono in bacheca una coppa nazionale utile a garantire la passerella continentale anche per l'anno seguente.
Costringendo alla resa con non poche difficoltà Roma prima e Catanzaro poi, in finale i lombardi contesero vittoriosamente il trofeo al Torino: posta un'ipoteca già nella sfida d'andata grazie a Serena, Altobelli suggellava il tutto nel retour match rispondendo a Cuttone. Da segnalare, infine, l'esordio in Serie A del giovane Riccardo Ferri che veniva utilizzato per un'ora di gioco nel corso del campionato.

## Divise e sponsor
Lo sponsor tecnico per la stagione 1981-1982 fu Mec Sport, mentre lo sponsor ufficiale fu Inno-Hit.
| Casa | Trasferta |

## Organigramma societario
Area direttiva
- Presidente: Ivanoe Fraizzoli
- Vicepresidente: Giuseppe Prisco ed Angelo Corridori
- Consigliere delegato: Sandro Mazzola

Area organizzativa
- Segretaria: Ileana Almonti

Area comunicazione
- Capo ufficio stampa: Danilo Sarugia

Area tecnica
- Direttore Sportivo: Giancarlo Beltrami
- Allenatore: Eugenio Bersellini
- Allenatore in seconda e preparatore atletico: Armando Onesti

Area sanitaria
- Medici sociali: Mario Benazzi e Luigi Colombo
- Massaggiatori: Giancarlo Della Casa e Massimo Della Casa[28]

## Rosa
| N. |                   | Ruolo | Calciatore               |
| -- | ----------------- | ----- | ------------------------ |
|    | Italia (bandiera) | P     | Ivano Bordon             |
|    | Italia (bandiera) | P     | Renato Cipollini         |
|    | Italia (bandiera) | P     | Angelo Pizzetti          |
|    | Italia (bandiera) | D     | Klaus Bachlechner        |
|    | Italia (bandiera) | D     | Giuseppe Baresi (I)      |
|    | Italia (bandiera) | D     | Giuseppe Bergomi         |
|    | Italia (bandiera) | D     | Graziano Bini (capitano) |
|    | Italia (bandiera) | D     | Nazzareno Canuti         |
|    | Italia (bandiera) | D     | Riccardo Ferri (II)      |
|    | Italia (bandiera) | D     | Claudio Lombardo         |
|    | Italia (bandiera) | C     | Salvatore Bagni          |

| N. |                    | Ruolo | Calciatore           |
| -- | ------------------ | ----- | -------------------- |
|    | Italia (bandiera)  | C     | Evaristo Beccalossi  |
|    | Italia (bandiera)  | C     | Giancarlo Centi      |
|    | Italia (bandiera)  | C     | Claudio Fermanelli   |
|    | Italia (bandiera)  | C     | Gianpiero Marini     |
|    | Italia (bandiera)  | C     | Gabriele Oriali      |
|    | Italia (bandiera)  | C     | Giancarlo Pasinato   |
|    | Austria (bandiera) | C     | Herbert Prohaska     |
|    | Italia (bandiera)  | C     | Luigi Rocca          |
|    | Italia (bandiera)  | A     | Alessandro Altobelli |
|    | Italia (bandiera)  | A     | Aldo Serena          |

## Risultati

### Serie A

#### Girone di andata
| Milano 13 settembre 1981 1ª giornata | Inter               | 0 – 0 | Ascoli | Stadio Giuseppe Meazza\| Arbitro: \| Lo Bello (Siracusa) \| |
| Arbitro:                             | Lo Bello (Siracusa) |       |        |                                                             |

| Catanzaro 20 settembre 1981 2ª giornata | Catanzaro       | 0 – 0 | Inter | Stadio Comunale\| Arbitro: \| Menegali (Roma) \| |
| Arbitro:                                | Menegali (Roma) |       |       |                                                  |

| Arbitro: | Agnolin (Bassano del Grappa) |

|                       |           |  |
| Beccalossi 56’ (rig.) | Marcatori |  |

| Arbitro: | Longhi (Roma) |

|           |           |                |
| Piras 49’ | Marcatori | 64’ Beccalossi |

| Arbitro: | Lops (Torino) |

|                                                  |           |                         |
| Altobelli 17’ Beccalossi 19’ (rig.) Pasinato 24’ | Marcatori | 3’ Schachner 59’ Perego |

| Arbitro: | Barbaresco (Cormons) |

|  |           |            |
|  | Marcatori | 69’ Oriali |

| Milano 1º novembre 1981 7ª giornata | Inter            | 0 – 0 | Genoa | Stadio Giuseppe Meazza\| Arbitro: \| D'Elia (Salerno) \| |
| Arbitro:                            | D'Elia (Salerno) |       |       |                                                          |

| Arbitro: | Menegali (Roma) |

|             |           |               |
| Bacchin 37’ | Marcatori | 54’ Altobelli |

| Arbitro: | Agnolin (Bassano del Grappa) |

|                                                |           |                      |
| Baresi 16’ Beccalossi 26’ (rig.) Altobelli 68’ | Marcatori | 18’ Pruzzo 21’ Conti |

| Arbitro: | Pieri (Genova) |

|                                                         |           |  |
| Prohaska 31’ Oriali 48’ Beccalossi 58’ (rig.) Bagni 85’ | Marcatori |  |

| Arbitro: | Barbaresco (Cormons) |

|                                |           |  |
| Musella 33’ Pellegrini III 39’ | Marcatori |  |

| Milano 20 dicembre 1981 12ª giornata | Inter            | 0 – 0 | Juventus | Stadio Giuseppe Meazza\| Arbitro: \| D'Elia (Salerno) \| |
| Arbitro:                             | D'Elia (Salerno) |       |          |                                                          |

| Arbitro: | Menegali (Roma) |

|                                                |           |                 |
| Bertoni 25’, 50’ (rig.) Graziani 57’ Pecci 65’ | Marcatori | 48’, 62’ Serena |

| Arbitro: | Pieri (Genova) |

|                           |           |             |
| Bergomi 34’ Altobelli 76’ | Marcatori | 79’ Fiorini |

| Arbitro: | Redini (Pisa) |

|  |           |               |
|  | Marcatori | 79’ Altobelli |

#### Girone di ritorno
| Arbitro: | Bergamo (Livorno) |

|                  |           |                       |
| Pircher 46’, 70’ | Marcatori | 74’ Bagni 90’ Bergomi |

| Arbitro: | Prati (Parma) |

|            |           |          |
| Oriali 30’ | Marcatori | 41’ Bivi |

| Arbitro: | Agnolin (Bassano del Grappa) |

|  |           |                       |
|  | Marcatori | 36’ (rig.) Beccalossi |

| Arbitro: | Bergamo (Livorno) |

|           |           |                               |
| Bagni 49’ | Marcatori | 29’, 65’ Piras 62’ Quagliozzi |

| Arbitro: | Redini (Pisa) |

|               |           |                                      |
| Schachner 64’ | Marcatori | 4’, 34’ (rig.) Beccalossi 74’ Oriali |

| Arbitro: | Agnolin (Bassano del Grappa) |

|                            |           |                     |
| Prohaska 10’ Altobelli 32’ | Marcatori | 17’ (aut.) Prohaska |

| Arbitro: | Barbaresco (Cormons) |

|              |           |            |
| Briaschi 81’ | Marcatori | 82’ Oriali |

| Arbitro: | Ballerini (La Spezia) |

|                       |           |             |
| Beccalossi 18’ (rig.) | Marcatori | 85’ Cinello |

| Arbitro: | Menicucci (Firenze) |

|                                            |           |                         |
| Conti 36’ Bini 73’ (aut.) Ferri 79’ (aut.) | Marcatori | 64’ Bagni 84’ Altobelli |

| Arbitro: | Patrussi (Ravenna) |

|               |           |           |
| Nicoletti 70’ | Marcatori | 34’ Bagni |

| Arbitro: | Lo Bello (Siracusa) |

|              |           |                     |
| Altobelli 6’ | Marcatori | 39’ (rig.) Guidetti |

| Arbitro: | Barbaresco (Cormons) |

|                  |           |  |
| Brady 76’ (rig.) | Marcatori |  |

| Arbitro: | Agnolin (Bassano del Grappa) |

|                    |           |           |
| Ferroni 21’ (aut.) | Marcatori | 50’ Miani |

| Arbitro: | Menicucci (Firenze) |

|                              |           |          |
| Fiorini 19’, 25’ Mancini 75’ | Marcatori | 8’ Centi |

| Arbitro: | Bianciardi (Siena) |

|                                   |           |                 |
| Prohaska 60’ (rig.) Altobelli 63’ | Marcatori | 90’ Giovannelli |

### Coppa Italia

#### Fase a gironi
| Arbitro: | Barbaresco (Cormons) |

|  |           |                                        |
|  | Marcatori | 6’ Oriali 47’ Bagni 70’, 71’ Altobelli |

| Arbitro: | Prati (Parma) |

|                         |           |  |
| Baresi 6’ Altobelli 84’ | Marcatori |  |

| Arbitro: | Bergamo (Livorno) |

|           |           |           |
| Giani 16’ | Marcatori | 65’ Bagni |

| Arbitro: | Agnolin (Bassano del Grappa) |

|                           |           |                          |
| Altobelli 23’ Bergomi 89’ | Marcatori | 21’ Novellino 49’ Jordan |

#### Fase finale
| Arbitro: | Lo Bello (Siracusa) |

|                                                                   |           |              |
| Chierico 12’ Faccini 14’ Bini 58’ (aut.) Di Bartolomei 88’ (rig.) | Marcatori | 82’ Prohaska |

| Arbitro: | Menicucci (Firenze) |

|                                   |           |  |
| Beccalossi 22’ Altobelli 48’, 70’ | Marcatori |  |

| Arbitro: | Longhi (Roma) |

|                           |           |            |
| Bergomi 53’ Altobelli 72’ | Marcatori | 39’ Borghi |

| Arbitro: | Redini (Pisa) |

|                                  |           |                                     |
| Bivi 2’ Borghi 65’ Cascione 104’ | Marcatori | 50’ (rig.) Beccalossi 97’ Altobelli |

| Arbitro: | Bergamo (Livorno) |

|            |           |  |
| Serena 40’ | Marcatori |  |

| Arbitro: | Redini (Pisa) |

|             |           |               |
| Cuttone 13’ | Marcatori | 23’ Altobelli |

### Coppa UEFA
| Arbitro: | Christov |

|          |           |                                   |
| Özer 10’ | Marcatori | 61’ Serena 78’ Bini 89’ Altobelli |

| Arbitro: | Iosifov |

|                                                   |           |           |
| Beccalossi 18’ Bagni 51’ Serena 74’ Altobelli 75’ | Marcatori | 86’ Ahmet |

| Arbitro: | Konrath |

|              |           |            |
| Pasinato 24’ | Marcatori | 38’ Custov |

| Arbitro: | Schoeters |

|                                       |           |                            |
| Georgescu 31’ Augustin 100’ Orac 108’ | Marcatori | 47’ Altobelli 95’ Prohaska |

## Statistiche
Statistiche aggiornate al 20 maggio 1982.

### Statistiche di squadra
| Competizione | Punti | In casa | In casa | In casa | In casa | In casa | In casa | In trasferta | In trasferta | In trasferta | In trasferta | In trasferta | In trasferta | Totale | Totale | Totale | Totale | Totale | Totale | DR |
| Competizione | Punti | G       | V       | N       | P       | Gf      | Gs      | G            | V            | N            | P            | Gf           | Gs           | G      | V      | N      | P      | Gf     | Gs     | DR |
| ------------ | ----- | ------- | ------- | ------- | ------- | ------- | ------- | ------------ | ------------ | ------------ | ------------ | ------------ | ------------ | ------ | ------ | ------ | ------ | ------ | ------ | -- |
| Serie A      | 35    | 15      | 7       | 7       | 1       | 22      | 14      | 15           | 4            | 6            | 5            | 17           | 20           | 30     | 11     | 13     | 6      | 39     | 34     | 5  |
| Coppa Italia | -     | 5       | 4       | 1       | 0       | 10      | 3       | 5            | 1            | 2            | 2            | 9            | 9            | 10     | 5      | 3      | 2      | 19     | 12     | 7  |
| Coppa UEFA   | -     | 2       | 1       | 1       | 0       | 5       | 2       | 2            | 1            | 0            | 1            | 5            | 4            | 4      | 2      | 1      | 1      | 10     | 5      | 5  |
| Totale       | -     | 22      | 12      | 9       | 1       | 37      | 19      | 22           | 6            | 8            | 8            | 31           | 33           | 44     | 18     | 17     | 9      | 68     | 51     | 17 |

### Statistiche dei giocatori
| Giocatore      | Serie A  | Serie A | Serie A     | Serie A    | Coppa Italia | Coppa Italia | Coppa Italia | Coppa Italia | Coppa UEFA | Coppa UEFA | Coppa UEFA  | Coppa UEFA | Totale   | Totale | Totale      | Totale     |
| Giocatore      | Presenze | Reti    | Ammonizioni | Espulsioni | Presenze     | Reti         | Ammonizioni  | Espulsioni   | Presenze   | Reti       | Ammonizioni | Espulsioni | Presenze | Reti   | Ammonizioni | Espulsioni |
| -------------- | -------- | ------- | ----------- | ---------- | ------------ | ------------ | ------------ | ------------ | ---------- | ---------- | ----------- | ---------- | -------- | ------ | ----------- | ---------- |
| A. Altobelli   | 29       | 9       | ?           | ?          | 9            | 9            | ?            | ?            | 4          | 3          | ?           | ?          | 42       | 21     | ?           | ?          |
| K. Bachlechner | 20       | 0       | ?           | ?          | 7            | 0            | ?            | ?            | 4          | 0          | ?           | ?          | 31       | 0      | ?           | ?          |
| S. Bagni       | 27       | 5       | ?           | ?          | 10           | 2            | ?            | ?            | 3          | 1          | ?           | ?          | 40       | 8      | ?           | ?          |
| G. Baresi (I)  | 28       | 1       | ?           | ?          | 9            | 1            | ?            | ?            | 4          | 0          | ?           | ?          | 41       | 2      | ?           | ?          |
| E. Beccalossi  | 26       | 9       | ?           | ?          | 10           | 2            | ?            | ?            | 3          | 1          | ?           | ?          | 39       | 12     | ?           | ?          |
| G. Bergomi     | 24       | 2       | ?           | ?          | 10           | 2            | ?            | ?            | 4          | 0          | ?           | ?          | 38       | 4      | ?           | ?          |
| G. Bini        | 25       | 0       | ?           | ?          | 6            | 0            | ?            | ?            | 2          | 1          | ?           | ?          | 33       | 1      | ?           | ?          |
| I. Bordon (I)  | 25       | -25     | ?           | ?          | 8            | -7           | ?            | ?            | 4          | -6         | ?           | ?          | 37       | -38    | ?           | ?          |
| N. Canuti      | 16       | 0       | ?           | ?          | 5            | 0            | ?            | ?            | 2          | 0          | ?           | ?          | 23       | 0      | ?           | ?          |
| G. Centi       | 24       | 1       | ?           | ?          | 8            | 0            | ?            | ?            | 3          | 0          | ?           | ?          | 35       | 1      | ?           | ?          |
| R. Cipollini   | 5        | -7      | ?           | ?          | 2            | -4           | ?            | ?            | -          | -          | -           | -          | 7        | -11    | 0+          | 0+         |
| C. Fermanelli  | -        | -       | -           | -          | -            | -            | -            | -            | 1          | 0          | ?           | ?          | 1        | 0      | 0+          | 0+         |
| R. Ferri (II)  | 2        | 0       | ?           | ?          | -            | -            | -            | -            | -          | -          | -           | -          | 2        | 0      | 0+          | 0+         |
| C. Lombardo    | 1        | 0       | ?           | ?          | -            | -            | -            | -            | -          | -          | -           | -          | 1        | 0      | 0+          | 0+         |
| G. Marini      | 20       | 0       | ?           | ?          | 9            | 0            | ?            | ?            | 2          | 0          | ?           | ?          | 31       | 0      | ?           | ?          |
| G. Oriali      | 28       | 5       | ?           | ?          | 9            | 1            | ?            | ?            | 3          | 0          | ?           | ?          | 40       | 6      | ?           | ?          |
| G. Pasinato    | 18       | 1       | ?           | ?          | 6            | 0            | ?            | ?            | 3          | 1          | ?           | ?          | 27       | 2      | ?           | ?          |
| A. Pizzetti    | 2        | -2      | ?           | ?          | -            | -            | -            | -            | -          | -          | -           | -          | 2        | -2     | 0+          | 0+         |
| H. Prohaska    | 28       | 3       | ?           | ?          | 9            | 1            | ?            | ?            | 4          | 1          | ?           | ?          | 41       | 5      | ?           | ?          |
| L. Rocca       | 1        | 0       | ?           | ?          | -            | -            | -            | -            | 1          | 0          | ?           | ?          | 2        | 0      | 0+          | 0+         |
| A. Serena      | 21       | 2       | ?           | ?          | 5            | 1            | ?            | ?            | 4          | 2          | ?           | ?          | 30       | 5      | ?           | ?          |